# Thompson-Nicola Regional District
Der Thompson-Nicola Regional District ist ein Bezirk in der kanadischen Provinz British Columbia. Er ist 44.449,42 km² groß und zählt 132.663 Einwohner (2016). Beim Zensus 2011 wurden für den Bezirk nur 128.473 Einwohner ermittelt. Hauptort ist Kamloops.
Der Bezirk wurde am 24. November 1967 eingerichtet (incorporated).

## Administrative Gliederung

### Städte und Gemeinden
| Ort         | Status                | Bevölkerung |
| ----------- | --------------------- | ----------- |
| Ashcroft    | Village               | 1.558       |
| Barrière    | District municipality | 1.713       |
| Cache Creek | Village               | 963         |
| Chase       | Village               | 2.286       |
| Clearwater  | District municipality | 2.324       |
| Clinton     | Village               | 641         |
| Kamloops    | City                  | 90.280      |
| Logan Lake  | District municipality | 1.993       |
| Lytton      | Village               | 249         |
| Merritt     | City                  | 7.139       |
| Sun Peaks   | Village               | 616         |

### Gemeindefreie Gebiete
- Thompson-Nicola A
- Thompson-Nicola B
- Thompson-Nicola E
- Thompson-Nicola I
- Thompson-Nicola J
- Thompson-Nicola L
- Thompson-Nicola M
- Thompson-Nicola N
- Thompson-Nicola O
- Thompson-Nicola P